# Subprefectura de Rumoi
La Subprefectura de Rumoi (留萌振興局, Rumoi-shinkō-kyoku) és una subprefectura de Hokkaido, al Japó. La seua capital i municipi més poblat és la ciutat de Rumoi.

## Geografia
La subprefectura de Rumoi es troba al nord-oest de l'illa de Hokkaido i limita al nord amb la subprefectura de Sōya, a l'est amb la subprefectura de Kamikawa i al sud amb les subprefectures d'Ishikari i Sorachi. Cap a l'oest, Rumoi fa costa amb la mar del Japó. El riu Rumoi, de 44 quilòmetres de llargària flueix des del mont Poroshiri a la serralada de Hidaka fins a la seua desembocadura a la mar del Japó.

### Municipis
| |          |          |          |
| \| Municipi \| Població \| Extensió \| Densitat \| \| ----------- \| -------- \| -------- \| -------- \| \| Enbetsu \| 2.626 \| 590,80 \| 4,44 \| \| Haboro \| 6.796 \| 472,65 \| 14,4 \| \| Mashike \| 4.222 \| 369,71 \| 11,4 \| \| Obira \| 3.087 \| 627,22 \| 4,92 \| \| Rumoi \| 20.723 \| 297,84 \| 69,6 \| \| Shosanbetsu \| 1.152 \| 279,51 \| 4,12 \| \| Teshio \| 3.005 \| 353,56 \| 8,5 \| \| Tomamae \| 3.035 \| 454,60 \| 6,68 \| \| Total \| 44.646 \| 3.445,75 \| 10 \| |          |          |          |
| Municipi | Població | Extensió | Densitat |
| Enbetsu | 2.626    | 590,80   | 4,44     |
| Haboro | 6.796    | 472,65   | 14,4     |
| Mashike | 4.222    | 369,71   | 11,4     |
| Obira | 3.087    | 627,22   | 4,92     |
| Rumoi | 20.723   | 297,84   | 69,6     |
| Shosanbetsu | 1.152    | 279,51   | 4,12     |
| Teshio | 3.005    | 353,56   | 8,5      |
| Tomamae | 3.035    | 454,60   | 6,68     |
| Total | 44.646   | 3.445,75 | 10       |

## Història
- 1897: Es crea la subprefectura de Mashike.
- 1914: Rumoi passa a ser la capital i la subprefectura es reanomenada "subprefectura de Rumoi".
- 1948: El municipi de Toyotomi, al districte de Teshio passa a formar part de la subprefectura de Sōya.
- 2010: Degut a la reforma administrativa duta a terme pel govern de Hokkaidō a totes les subprefectures, la subprefectura canvia la seua denominació oficial i perd una part del territori, el municipi de Horonobe passa a formar part de la subprefectura de Sōya.

## Demografia
| 1950    | 1960    | 1970    | 1980   | 1990   | 2000   | 2010   | 2020   |
| ------- | ------- | ------- | ------ | ------ | ------ | ------ | ------ |
| 122.631 | 127.335 | 113.556 | 85.301 | 72.935 | 63.056 | 53.108 | 44.646 |